# Política de vivienda

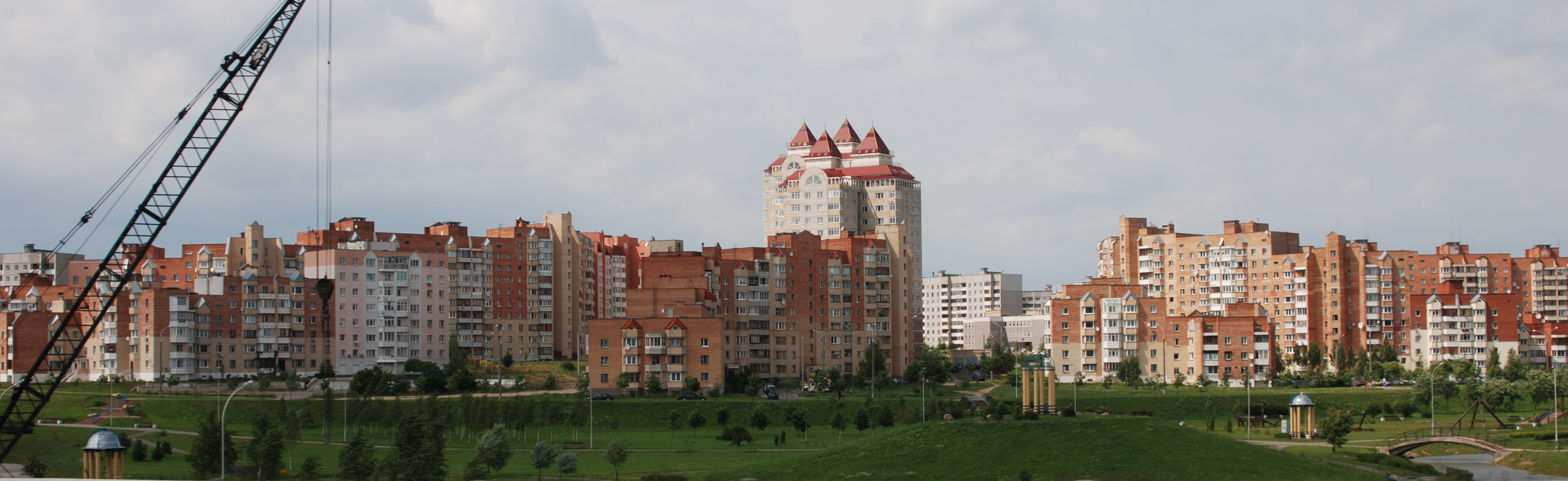
Viviendas en Minsk

La política de vivienda (también llamada, menos frecuentemente, política habitacional) es el conjunto de actuaciones, directrices y proyectos de las administraciones públicas destinados a que toda la ciudadanía disponga de una vivienda digna y asequible. Los medios por los cuales se lleva a cabo esta política pueden ser muy variadosː construcción de vivienda social o vivienda pública, cesión de suelo público a constructores o cooperativas para que edifiquen, limitación de los alquileres, subvenciones a los alquileres para inquilinos pobres, desgravación de las hipotecas, reducción de impuestos a los arrendadores, lucha contra los pisos turísticos (alquiler vacacional), etc. Puede llevarse a cabo a nivel nacional, subnacional o municipal, de forma coordinada o contradictoria (en este caso será menos eficaz). Al contrario que la política económica o la política exterior, que siempre existen, un país puede tener política de vivienda o no tenerla.

## Establecimiento de los objetivos
La política de vivienda se expresa en la intervención regulatoria del sector público en el mercado de la vivienda y en términos de planificación a través del urbanismo y la construcción de viviendas públicas o subvencionadas. Utiliza diversos instrumentos: jurídicos y financieros. En cuanto al nivel de acción de la política estatal de vivienda, en Alemania son principalmente el  gobierno federal y los gobiernos de los Länder quienes determinan las condiciones marco. La vivienda social y la promoción de la propiedad de la vivienda son 2 objetivos importantes, pero a menudo contradictorios. A comienzos del siglo XXI los expertos recomiendan que la vivienda pública, para mejor desempeñar su función, no pueda venderse (sea no enajenable). Esto impide que la vivienda pública se convierta en depósito de valor (valor refugio, un bien que no pierde valor con el tiempo, como el oro) para sus nuevos propietarios. Esta utilización de la vivienda como depósito de valor es uno de los factores que vuelven inasequible la vivienda para buena parte de la población. Se puede combatir con impuestos adecuados.

## Papel del Estado
Como actor local, el municipio depende principalmente de las autoridades nacionales o subnacionales. En términos de política social y en el contexto de los servicios públicos, el Estado tiene la tarea de garantizar una oferta mínima de vivienda si el mercado no la proporciona. Hay diferentes puntos de vista al respecto dependiendo de la ideología y la visión subyacente de la humanidad. Una solución a esto es el principio de subsidiariedad. Se pueden distinguir 3 áreas de la política práctica de vivienda en Alemania:
1. Garantía social de vivienda: esta garantía se implementa a través de instrumentos como las ayudas para vivienda, la vivienda social y, más recientemente, la compra de bonos de ocupación del parque de viviendas.
2. Garantía de términos y condiciones favorables de oferta y uso de viviendas: esto incluye la designación y desarrollo de terrenos edificables, medidas de renovación y desarrollo urbano, protección contra el desahucio y legislación fiscal.
3. Política de propiedad de viviendas: el fomento de que las personas que residen en una vivienda devengan sus propietarias (venta de viviendas públicas que eran de alquiler) se basa en parte en principios de política de reparto de riqueza entre la población. El “subsidio por propiedad de vivienda” se creó como norma legal.[10] El ministro franquista José Luis Arrese buscaba «un país de propietarios y no de proletarios»,[11] ya que los primeros son políticamente más dóciles, porque tienen más que perder. Margaret Thatcher vendió millones de viviendas públicas a sus inquilinos con un propósito similar.[11] La propiedad de la vivienda es también una cuestión de salud públicaː un estudio ha demostrado que los inquilinos de pisos privados envejecen el doble que los desempleados.[12]

## Historia de la política de vivienda en Alemania
Ya en el siglo XIX se hizo cada vez más evidente que el mercado inmobiliario necesitaba de la intervención pública (ver Fallo de mercado). Como resultado de la industrialización y el éxodo rural asociado, la necesidad de vivienda en las ciudades aumentó considerablemente. Hubo especulación de tierras, alquileres exorbitantes y personas sin hogar. La intervención del Estado se hizo necesaria por razones de seguridad y orden, pero también por razones de protección de la salud. La escasez de viviendas que surgió en algunas regiones después de la Primera Guerra Mundial y la crisis económica aumentaron la intervención gubernamental en el mercado inmobiliario. Se aprobaron numerosas leyes para combatir la escasez de vivienda. La Segunda Guerra Mundial destruyó casi una cuarta parte del parque de viviendas de aproximadamente 18 millones y hubo que alojar a más de 12 millones de refugiados. Proporcionar vivienda a la población se convirtió en la tarea más importante del Estado. Se creó un Ministerio Federal de Vivienda. Otros hitos fueron la primera Ley de vivienda (1950) y la segunda (1956), con las que se dotó de base jurídica a los 3 segmentos de la intervención estatal (vivienda social financiada con fondos públicos, viviendas con bonificaciones fiscales y viviendas con financiación privada). La segunda Ley de vivienda sigue siendo hasta hoy la base de la política de vivienda social.
La política de vivienda de la extinta República Democrática Alemana (RDA) se basaba en una fuerte regulación estatal de la actividad de construcción y de los precios del alquiler. Por razones políticas y económicas, para las nuevas edificaciones se prefirió utilizar construcciones prefabricadas de producción industrial, al mismo tiempo que se descuidó la conservación de la antigua estructura del edificio. Las propiedades residenciales ocupadas por sus propietarios sólo podían adquirirse de forma muy limitada. Los alquileres se mantuvieron bajos por razones de política social. Para los edificios antiguos, los alquileres se congelaron al nivel de 1936. Los alquileres de los nuevos edificios se fijaron centralizadamente en 1981 y promediaron el equivalente a 0,45 euros (el precio real se fijaba en marcos de la RDA) por metro cuadrado de superficie habitable. Por lo tanto, los alquileres ni reflejaban el valor residencial ni cubrían los costes de mantenimiento de la vivienda. La tasa de cobertura de costes a través de los ingresos por alquiler se situaba entre el 10 y el 15 %. Como resultado, muchas casas quedaron abandonadas debido a la falta de reparaciones adecuadas y las zonas del casco antiguo quedaron despobladas.

## Alemania
Existen diversos enfoques de política de vivienda. Unos prefieren basarse en la vivienda social, y otros, subvencionar de diversas formas la vivienda privada, incluso a las personas de mayores ingresos (por ejemplo la desgravación por hipotecas en España, que durante un tiempo incluso abarcó la segunda vivienda). Una propuesta de reforma consiste en que el alquiler existente se ajuste al alquiler de mercado mediante una reforma del alquiler comparativo local, y subvencionar solo a los inquilinos que realmente lo necesitan.
El Foro de Múnich también quiere permitir que las empresas municipales de vivienda, las cooperativas de vivienda y las comunidades de constructoras privadas lleven a cabo “construcción de viviendas conceptuales”. Las normas SoBon más estrictas para los nuevos terrenos edificables, los apartamentos más pequeños, los procedimientos acelerados según el artículo 13a de la BauGB, la densificación, las estaciones de movilidad para el uso compartido de vehículos y una tasa de estacionamiento más baja (porque la gente tiene menos vehículos, ya que comparten una porción) pretenden hacer que los instrumentos de la política municipal de vivienda sean más versátiles.

### Política de propiedad de vivienda
La política de vivienda tiene las opciones de fomentar la propiedad o promover el alquiler. Puede incluso tomar decisiones para que la vivienda pública (en la que viven inquilinos, pagando un alquiler al estado) o la protegida (que sus ocupantes han comprado a un precio reducido y que, si quieren venderla, deben hacerlo a un precio inferior al del mercado) pase a ser vivienda libre (sujeta solo al mercado, sin restricciones). La promoción de la propiedad de vivienda es a veces controvertida. En Alemania se suprimió el subsidio para la propiedad de vivienda (EHZ por sus siglas en alemán) a partir del 1 de enero de 2006. En España se suprimió la desgravación fiscal por hipoteca de la vivienda habitual a partir del 1 de enero de 2013, tras considerarse que había alimentado la burbuja inmobiliaria.
En el régimen de pensiones privado estatal alemán (“pensión Riester”), que existe desde 2002, los inmuebles residenciales ocupados por sus propietarios se tienen en cuenta mediante el modelo de retirada (artículos § 92a, § 92b de la ley del impuesto sobre la renta). En ningún otro país de Europa vive más gente en alquiler que en Alemania. En 2016 fue el 54 %, seguida de Dinamarca con el 34 %. En otros países, el porcentaje de personas que viven de alquiler apenas supera el 25 %. Aumentar el porcentaje de propiedad de la vivienda en Alemania se enfrenta a los excesivos costes de compra y a la falta de incentivos mediante desgravaciones fiscales y seguros de crédito. Otros países lo que querrían es aumentar el porcentaje de inquilinos, porque un alto porcentaje de propietarios perjudica la movilidad geográfica de los trabajadores.
Entre los temas especiales se encuentran el impuesto a la transferencia de bienes inmuebles (GrESt por sus siglas en alemán; en España es el Impuesto de Actos Jurídicos Documentados) y la llamada comisión de corretaje. Se criticaba que el GrESt llevaba muchos años en el 2 %, lo que se consideraba demasiado bajo. Con la Ley de Impuestos Anuales de 1997, la tasa impositiva para el impuesto de transferencia de propiedad se incrementó del 2 al 3,5 %  (un aumento del 75 %). Desde el 1 de septiembre de 2006, los Länder, de conformidad con el art. 105 párr. 2a oración 2 del GG, tienen la facultad de determinar el tipo impositivo.
Por el contrario, la comisión de corretaje durante largo tiempo varió mucho según el Land y fue criticada como una carga adicional, porque a veces recaía únicamente en el comprador. En 2020, en el artículo 656c del BGB se estipulaba por regla general el reparto a medias de esta comisión entre el comprador y el vendedor en la compra de apartamentos y viviendas unifamiliares, siempre que el comprador fuera un consumidor.

### Política de vivienda en losLänder
Berlín aumentó el impuesto sobre transferencias de propiedad al 4,5 %. Hamburgo también lo aumentó al 4,5 %  a partir del 1 de enero de 2009. En Renania-Palatinado, la coalición rojiverde elegida en 2011 decidió aumentar el impuesto sobre transferencias inmobiliarias desde el 1 de marzo de 2012 en un punto y medio porcentual (= más de 42 % ). Renania del Norte-Westfalia aumentó el impuesto sobre transferencias de propiedad el 1 de octubre de 2011 al 5 %. Debe tenerse en cuenta que son aumentos de un impuesto que recae sobre el precio total de la vivienda, muy elevado, por lo que suponen dificultar considerablemente las transacciones.
Baviera aumenta el ayudas a la vivienda para familias con hijos en 300 euros anuales por cada niño si la solicitud se presenta antes del 31 de diciembre de 2020. 

### Política federal desde 2013
La segunda gran coalición del tercer gobierno de Angela Merkel redactó una alianza por la vivienda en su acuerdo de coalición de finales de 2013. Un pacto por la vivienda y la construcción asequibles dio cuerpo a la nueva política de vivienda, que pedía un control de los alquileres, una ampliación de la vivienda social, un aumento de las ayudas a la vivienda, consideración favorable de la amortización para los apartamentos de nueva construcción y la repercusión de los costes de intermediación en función del principio de "quien contamina, paga". 
El 5 de marzo de 2015, el Bundestag (Parlamento) alemán aprobó el llamado freno a los precios del alquiler, que limita el incremento del alquiler de referencia local al 10 %. A finales de 2018, la tercera gran coalición del cuarto gobierno de Merkel aprobó la llamada Ley de Protección al Inquilino, que endureció las limitaciones a la subida de los alquileres y redujo la tasa de asignación de los costes de modernización del propietario al inquilino del 11 al 8 %. En 2018 también se aprobó por ley la introducción de un subsidio a la vivienda de familias con hijos y una amortización favorable en la construcción de nuevos apartamentos de alquiler.
La Universidad Humboldt de Berlín preparó en 2018 un análisis de la política de vivienda por encargo de la Fundación Hans Böckler. Este análisis mostró que 4 de cada 10 hogares u 8,6 millones de habitantes de las principales ciudades alemanas gastan el 30 %  o más de sus ingresos netos en alquileres y gastos adicionales (cuando se sobrepasa este porcentaje, se considera de modo general —no solo en Alemania sino también en otros países— que el precio de la vivienda es excesivo y las administraciones deben actuar para reducirlo). 
Un análisis del Instituto de Economía Alemana de Colonia llegó a la conclusión en 2020 de que solo el 2,2 %  de la población total pagaba más de ese 30 %  por el alquiler de su vivienda en una gran ciudad y, por tanto, sólo un pequeño grupo de hogares soportaba un aumento significativo de los costes de la vivienda.
En todo el país, una media de 90 000 viviendas sociales salen del control de alquileres cada año. Los nuevos edificios subvencionados no pueden ni siquiera compensar un tercio de estas salidas. Si bien en 1980 todavía había 4 millones de unidades de vivienda social disponibles, en 2006 la cifra era de solo 2,1 millones y cayó a un promedio de 55 000 apartamentos por año a 1,2 millones en 2018. 
A finales de 2017, casi 600 000 hogares recibieron ayudas a la vivienda por un total de 1 100 millones de euros, unos 150 euros al mes de media. El límite de alquiler «no tiene ningún impacto» en los hogares de bajos ingresos.

## Comparación de las políticas de vivienda en Europa
Una comparación de las políticas de vivienda entre los países miembros de la UE muestra que hay 4 instrumentos importantes: subsidios al costo de la vivienda, medidas para compradores y propietarios de viviendas, viviendas subsidiadas y regulación de alquileres. 
El control del nivel de alquiler por parte de la ley de arrendamiento se encuentra principalmente en los Estados miembros occidentales de la UE. En la comparación de los 2 tipos de instrumentos temáticos, en los países miembros predominan las medidas para compradores y propietarios de viviendas en comparación con el instrumento de subvenciones a los costes de la vivienda. 
La cuestión de la eficiencia energética está sólo parcialmente desarrollada en casi todos los Estados miembros. Con diferencia, el problema más extendido con la oferta de vivienda es el aumento de los precios y los alquileres en las zonas urbanas, así como los problemas de financiación asociados y la falta de viviendas sociales o subsidiadas (vivienda de protección oficial).
Bélgica, Dinamarca, Francia, Italia, los Países Bajos, Suecia y Suiza intervienen en el mercado inmobiliario en forma de desgravaciones fiscales. Las subvenciones, especialmente en forma de préstamos a bajo interés, forman parte de la política común del mercado inmobiliario en Gran Bretaña, Italia, Países Bajos, Austria, Polonia y Hungría. Francia, Finlandia, Irlanda, Noruega y Polonia están construyendo viviendas sociales a través de empresas públicas. Italia está intentando facilitar la renovación energéticamente eficiente del parque de viviendas mediante desgravaciones fiscales. El Reino Unido apoya especialmente la compra de viviendas.
En Francia, desde 2000, la ley de solidaridad urbana SRU estipula que todas las ciudades y municipios con más de 3 500 habitantes están obligados a proporcionar permisos de construcción para nuevas viviendas sociales de modo que su participación dentro del municipio sea al menos del 20 %. En Austria, la ciudad de Viena aplica desde hace décadas una política inmobiliaria que obliga a los compradores de suelo a vender una parte a la ciudad, que luego la ofrece en régimen de arrendamiento a largo plazo o la utiliza para construir sus propias viviendas sociales. Las asociaciones nacionales de inquilinos piden que se construyan viviendas sociales con dinero de la UE, así como un registro inmobiliario a nivel europeo para identificar mejor los ámbitos de especulación.
En España las competencias sobre vivienda pertenecen a las comunidades autónomas y los ayuntamientos. En 2023 se promulgó la Ley de Vivienda, con múltiples medidas, entre ellas la limitación de los alquileres en zonas de alta demanda.

## Para saber más
- Dorothea Berger-Thimme: La cuestión de la vivienda y el Estado de bienestar. Estudios sobre los inicios de la política estatal de vivienda en Alemania (1873-1918). Peter Lang et al., Frankfurt am Main et al. 1976, ISBN 3-261-01986-7 ( publicaciones universitarias europeas. Serie 3: La Historia y sus ciencias auxiliares 68).
- Stefan Krätke, Fritz Schmoll: El estado local y la reestructuración social en: Revista Internacional de Investigación Urbana y Regional 15(4). 1991, 542-552
- Jürgen Mümken: Capitalismo y vivienda. Una contribución a la historia de la política de vivienda reflejada en la dinámica del desarrollo capitalista y las luchas sociales. Edición AV, Lich/Hessen 2006, ISBN 3-936049-64-5.
- Eric H. Monkkonen: El estado local. Dinero público y ciudades estadounidenses, Stanford University Press, 1996, ISBN 0-8047-2412-1.
- Rainer Praetorius (ed.): ¿Alerta y cooperativo? El estado local como productor de seguridad, Nomos-Verl. -Ges., Baden-Baden 2002, ISBN 3-7890-7793-3.
- Björn Egner, Nikolaos Georgakis, Hubert Heinelt, Reinhart C. Bartholomäi: Política de vivienda en Alemania. Posiciones – actores – instrumentos. Darmstadt 2004, ISBN 3-932736-12-5.

- Datos: Q2588157